# Amphiledorus adonis
Amphiledorus adonis là một loài nhện trong họ Zodariidae.
Loài này thuộc chi Amphiledorus. Amphiledorus adonis được Rudy Jocqué & Robert Bosmans miêu tả năm 2001.